# Яковці-Нетретицькі
45°29′ пн. ш. 15°22′ сх. д. / 45.49° пн. ш. 15.37° сх. д.
Яковці-Нетретицькі (хорв. Jakovci Netretićki) — населений пункт у Хорватії, в Карловацькій жупанії у складі громади Нетретич.

## Населення
Населення за даними перепису 2011 року становило 21 осіб.
Динаміка чисельності населення поселення: